# مارتن بيوسا
مارتن بيوسا (بالإسبانية: Martín Buesa)‏ مواليد 24 أغسطس 1988 في فيتوريا-غاستايز، هو لاعب كرة سلة إسباني بدأ مسيرته الاحترافية في سنة 2005. لعب لفريق ساسكي باسكونيا من 2008 إلى 2011.

## روابط خارجية
- مارتن بيوسا على موقع الدوري الأوروبي لكرة السلة (الإنجليزية)
- مارتن بيوسا على موقع كرة السلة الأوروبية.كوم (الإنجليزية)
- مارتن بيوسا على موقع ريلجم (الإنجليزية)
- مارتن بيوسا على موقع بروبوليرز (الإنجليزية)
- مارتن بيوسا على موقع سبورتس رفرنس (الإنجليزية)